# Sekentei
Sekentei är en japansk term vilken beskrivs handla om en persons rykte i ett samhälle samt ens tankar kring ens eget sociala uppträdande i relation till andra. Det handlar även om ens oro kring andras observationer och bedömning av ens eget uppträdande i sociala sammanhang. 